# 오르시니가

오르시니 가문의 문장

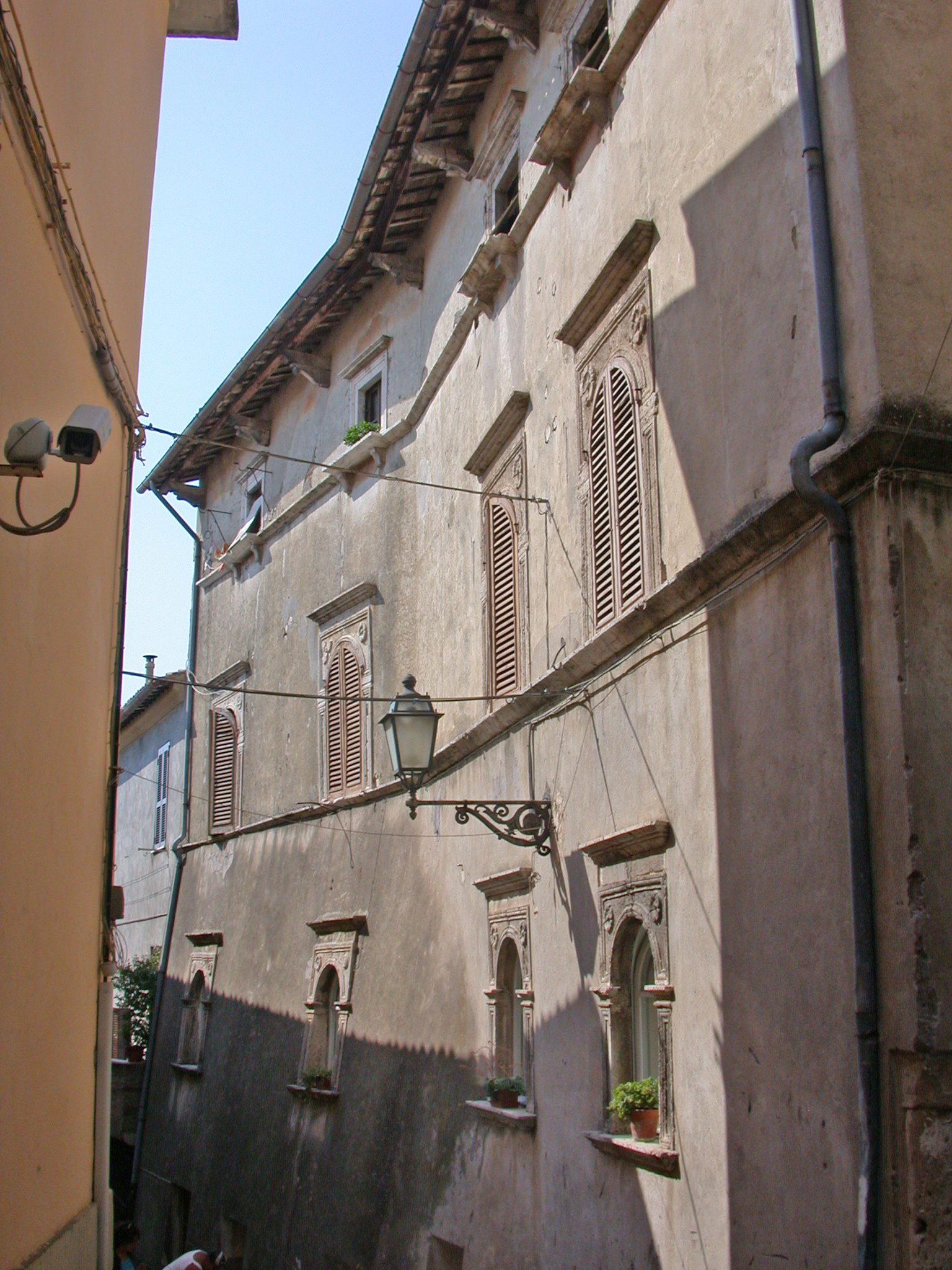
파라 인 사비나의 오르시니 궁전, 라치오주 북부, 이탈리아 중부. 오르시니는 중세 이후부터 이탈리아의 주요 가신 가운데 하나로 라치오와 나폴리 왕국의 많은 토지를 보유했다.

오르시니 가문(이탈리아어: Orsini) 또는 오르시니 가는 중세 이탈리아와 르네상스 로마의 매우 유명한 제후 집안의 하나이며, 옛날에는 헝가리에 광범위한 토지를 보유하고 있었다. 두 명의 교황과 셀 수 없이 많은 콘도티에리, 에페이로스 공국의 공작, 기타 정치와 종교와 관련된 인물을 대거 배출하였다.